# Bernard Gallacher
Bernard Gallacher (Bathgate, 9 febbraio 1949) è un golfista scozzese.

## Carriera
Passò al professionismo nel 1967, dopo aver vinto lo Scottish Amateur Stroke Play Championship. Nel 1968 fu nominato Esordiente dell'anno nell'European Tour e l'anno seguente arrivò il primo successo da professionista, insieme all'Harry Vardon Trophy. Nella stessa stagione partecipò alla Ryder Cup: allora nessuno tanto giovane vi aveva giocato. Tra il 1974 ed il 1984 ottenne 10 vittorie nell'European Tour, mentre nei major come miglior risultato arrivò diciottesimo all'Open Championship del 1973. Negli anni novanta è stato capitano della squadra europea alla Ryder Cup per tre volte consecutive. Dal 1999 gioca nell'European Senior Tour.